# Epiphragma chionopezum
Epiphragma chionopezum är en tvåvingeart som beskrevs av Alexander 1960. Epiphragma chionopezum ingår i släktet Epiphragma och familjen småharkrankar. Inga underarter finns listade i Catalogue of Life.